# Frank Southall
Frank Southall (n. 2 iulie 1904, Greater London, Anglia, Regatul Unit al Marii Britanii și Irlandei – d. 1 martie 1964, Hayling Island⁠(d), Anglia, Regatul Unit) a fost un ciclist de performanță britanic, medaliat olimpic. A participat la 2 ediții ale Jocurilor Olimpice (1928, 1932) în care a câștigat două medalii de argint.